# Dysoxylum aliquantulum
Dysoxylum aliquantulum là một loài thực vật có hoa trong họ Meliaceae. Loài này được A.C.Sm. mô tả khoa học đầu tiên năm 1969.